# ケリー・パブリク
ケリー・ロバート・パブリク（Kelly Robert Pavlik、1982年4月4日 - ）は、アメリカ合衆国の男子プロボクサー。オハイオ州ヤングスタウン出身。元WBC・WBO世界ミドル級統一王者。

## 来歴

### アマチュア時代
若い頃からボクシングを始めたパブリクは、アマチュアボクシングの世界で際立った才能をみせ、1998年にはアメリカジュニア選手権チャンピオン、ゴールデングローブアマチュアチャンピオンとなった。さらに1999年にはアメリカアマチュア選手権19歳以下の部で金メダルを獲得。2000年のアメリカアマチュア選手権では19歳以下ながら成人の部で堂々銅メダルを獲得した。しかし、同年のオリンピック代表選考では後にライバルになるジャーメイン・テイラーに敗れている。アマチュア時代の戦績は89勝9敗。

### プロ時代
2000年にパブリクはプロ転向を目指し、6月16日にプロデビューすると、KO勝利の山を築いていく。しかし、バーナード・ホプキンスが王者に君臨する当時のミドル級においては、次世代の若手としての注目はどうしてもシドニーオリンピックで銅メダルを獲得し華々しくプロデビューしたジャーメイン・テイラーに集まりがちであった。
パブリクは、2005年10月7日には空位のNABF北米ミドル級王座を獲得。同王座を2度防衛した後、2007年5月19日にエディソン・ミランダ（ コロンビア）とWBC世界ミドル級挑戦者決定戦を行い、7回1分54秒TKO勝ちを収めジャーメイン・テイラーへの挑戦権を獲得した。
2007年9月29日に行われたジャーメイン・テイラーとの無敗同士の世界戦では、パブリクは2回にダウンを奪われるが、7回2分14秒TKO勝ちを収め、WBC・WBO世界ミドル級統一王者となった。
2008年2月16日、166ポンドのキャッチウェイトのノンタイトル戦でジャーメイン・テイラーとダイレクトリマッチ、僅差3-0の判定で返り討ちにした。6月7日にはゲイリー・ロケット（ イギリス）と対戦し、3回1分40秒TKO勝ちを収め、WBC王座の初防衛に成功し、WBO王座の初防衛にも成功した。
2008年10月18日、元WBA・WBC・IBF・WBO世界ミドル級スーパー王者のバーナード・ホプキンス（ アメリカ合衆国）とノンタイトルの12回戦、170ポンドのキャッチウェイトで対戦。パブリク有利と予想されていたが、ホプキンスに自分のボクシングをさせてもらえず、プロ初黒星となる0-3（109-117、106-119、108-118）の判定負けを喫した。
2009年2月21日、故郷・オハイオ州ヤングスタウンで、マルコ・アントニオ・ルビオ（ メキシコ）と、WBC・WBO世界ミドル級統一王座の2度目の防衛戦を行った。王者のパブリクが圧倒的優位な展開であった。ルビオの9回終了時棄権によりWBC王座の2度目の防衛に成功し、WBO王座の2度目の防衛にも成功した。
2009年12月19日、オハイオ州ヤングスタウンでミゲル・アンヘル・エスピノ（ アメリカ合衆国）と対戦し、5回1分44秒TKO勝ちを収めWBC王座の3度目の防衛に成功し、WBO王座の3度目の防衛にも成功した。
2010年4月17日、WBC世界スーパーウェルター級王者セルヒオ・マルチネス（ アルゼンチン）とWBC・WBO世界ミドル級統一王座の4度目の防衛戦を行い、0-3の判定負けを喫しWBC世界ミドル級王座の4度目の防衛に失敗、WBO世界ミドル級王座の4度目の防衛にも失敗し2年9ヵ月保持していたWBC・WBO世界ミドル級統一王座をマルチネスに明け渡した。
2013年2月23日、ロサンゼルスのガレン・センターで2階級制覇を目指しWBA・WBC世界スーパーミドル級スーパー王者アンドレ・ウォード（ アメリカ合衆国）と対戦する予定だったが、2012年11月のスパーリング中にウォードが右肩を負傷したため手術を受けることになり試合が中止となった。それを受けて、パブリクは「ウォードへの挑戦が、ウォードの右肩の負傷、手術でキャンセルされたことがリングへの情熱を失った。」として現役引退を表明した。
2014年に治安紊乱行為と飲酒運転で2度罰金刑を受けた。
2015年4月18日、フーファイターズのコンサートで酒に酔って喧嘩をしたとして逮捕され、治安紊乱行為で50ドルの罰金刑に処された。
2017年4月7日、2016年に工事業者にペレット銃を撃った事件と、2011年に配管を盗むために不法侵入をした事件について執行猶予付きの有罪判決が下され、パブリクは薬物更生施設へ入った。

## 戦績
- アマチュアボクシング：98戦89勝8敗
- プロボクシング：42戦40勝(34KO)2敗

## 獲得タイトル
- NABF北米ミドル級王座（防衛2=返上）
- WBO世界ミドル級王座（防衛3）
- WBC世界ミドル級王座（防衛3）